# Privilegium Minus
Privilegium Minus (łac. przywilej mniejszy) – przywilej, który wydał 17 września 1156 cesarz Świętego Cesarstwa Rzymskiego Fryderyk I Barbarossa, dla księcia Henryka II i jego następców. Dokument nadał władcom dotychczasowej marchii austriackiej tytuł książęcy i tym samym niezależność od księstwa Bawarii. Nazwa dokumentu została wprowadzona, jako przeciwwaga dla stworzonego przez Rudolfa IV falsyfikatu w postaci Privilegium Maius.